# Собор Казанской иконы Божией матери (Кириллов)
Собор Казанской иконы Божией матери — православный соборный храм в городе Кириллове Вологодской области, построенный на рубеже XVII и XVIII веков. Собор Казанской иконы Божией матери является объектом культурного наследия регионального значения.

## История храма
Несколько поколений жителей города принимали участие в строительстве Казанского собора. По времени возникновения это самое раннее религиозное здание в Кириллове. В описи Кирилло-Белозерского монастыря в 1668 году есть упоминание о Казанской церкви, которая в то время принадлежала монастырю, однако располагалась за его территорией. То строение представляло собой деревянную церковь с колокольней.
В 1700 году на месте деревянной постройки был возведён каменный храм. С этого периода Казанская церковь перестала принадлежать монастырю. В 1776 году произошло преобразование подмонастырской слободы в уездный город, именно в тот год и казанская церковь была обращена в собор. Строение требовало расширения и представительного вида. К 1825 году завершились работы по перестройке Казанского собора, которые были выполнены по проекту коллежского советника Александра Ивановича Старова.
В Казанском соборе были устроены три престола. Слева, в тёплом – во имя Апостола Андрея Первозванного, справа – Богоматери Боголюбской. Престол холодного собора был освящен в честь Богоматери Казанской. Для новых иконостасов сохранили только особо чтимые образы – с изображениями Преподобного Кирилла Белозерского и Казанской Божией Матери. В 1859 году сюда были привезены из Петербурга резные иконостасы, изготовленные по наброскам академика Ф. Г. Солнцева. «Иконописец двора Его Императорского Величества» М. Пешехонов выполнил несколько новых работ для храма.
Казанский собор в Кириллове был важным и центральным объектом для горожан. В нём совершались венчания и требы, исполнение которых невозможно было осуществить в монастыре. Перед строением размещалась главная городская площадь, на которой проходили различные ярмарки.
В советское время собор был закрыт. В 1935 году колокольня собора была разрушена: с помощью тросов шпиль храма сдернул трактор, а колокола были увезены на переплавку. Однако место у собора являлось культовым для горожан, до 1960-х годов здесь два раза в год собирались ярмарки, а по воскресениям проводились базары. В строении разместили винный цех. В теплой части здания производили винно-водочную продукцию, соки и лимонад, помещение алтаря холодной церкви приспособили под сахарный склад.

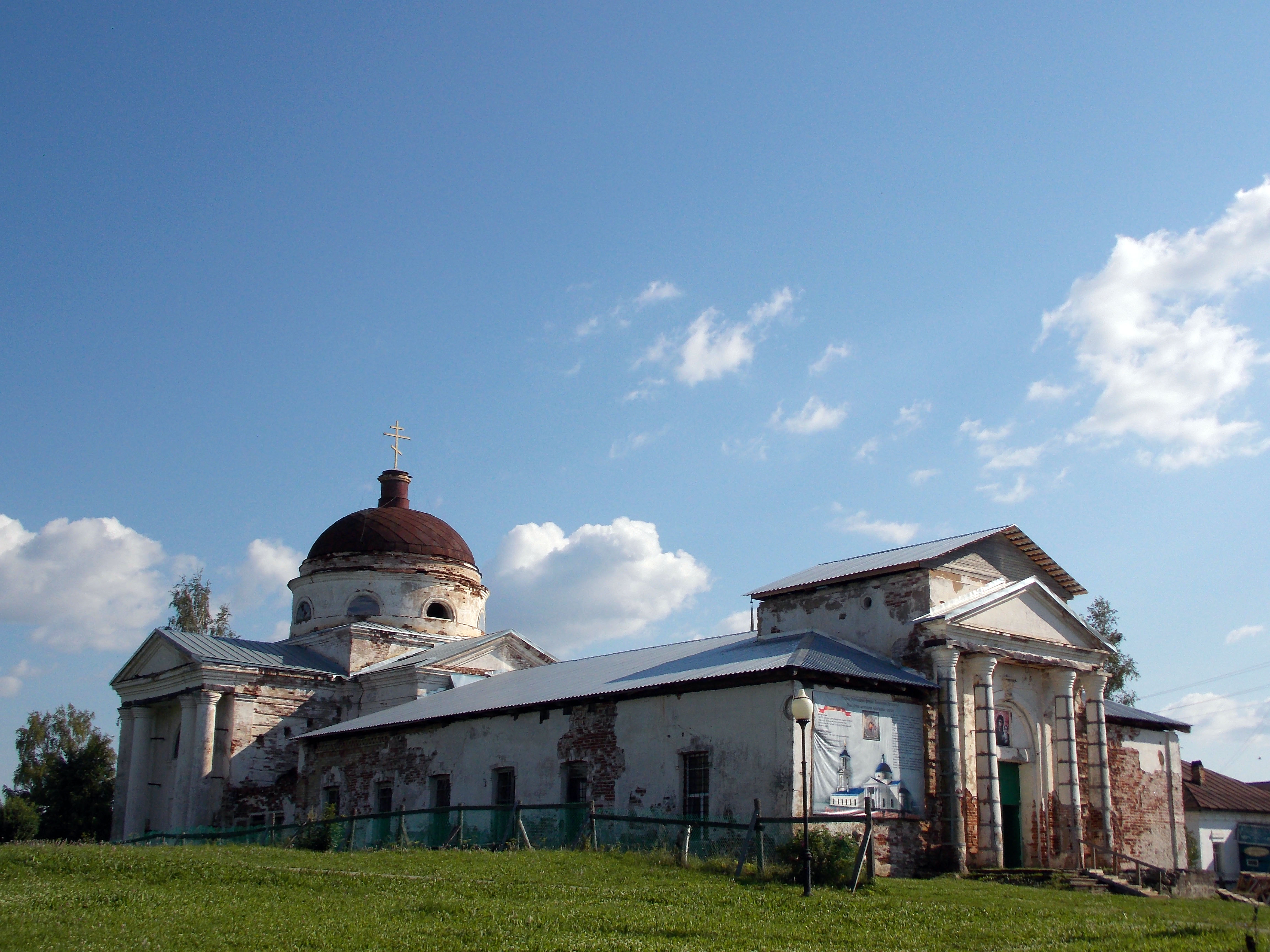
Вид церкви

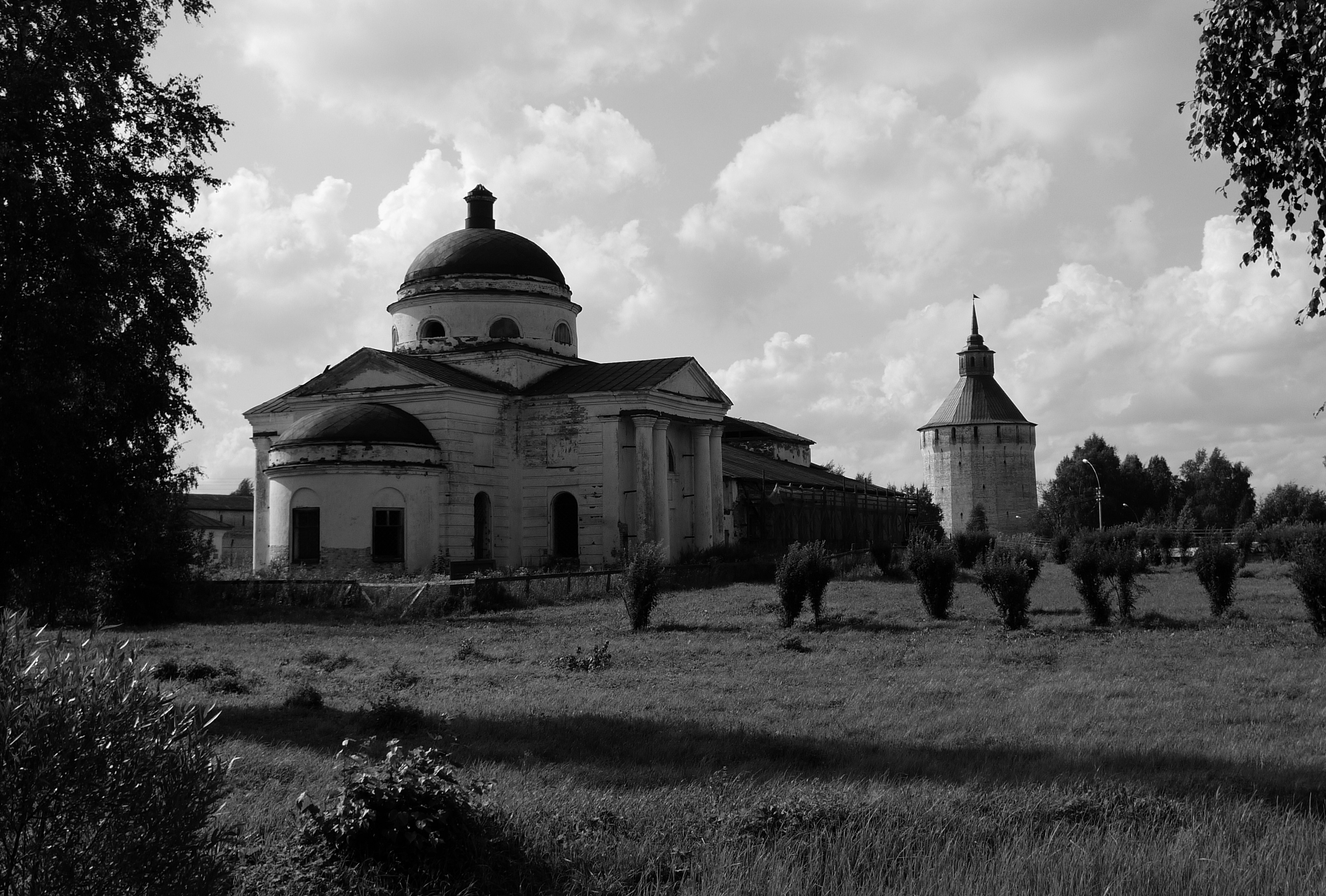
Вид церкви

## Храм сегодня
В 1990-е годы жителям города Кириллова удалось убедить власти остановить винное производство в стенах храма. Отремонтировать Казанский собор по причине отсутствия денежных средств прихожане не смогли. 22 августа 1991 года был организован приход во имя Казанской Божией Матери, однако в 1999 году его закрыли.
С 2005-2008 годы под авторским надзором главного архитектора ГУП ЦНРПМ Куликова Сергея Борисовича здание церкви реставрировалось. В 2007 году была изготовлена научно-проектная документация.
Православный приход был вновь образован 1 сентября 2014 года указом митрополита Вологодского и Великоустюжского Игнатия (Депутатова).
13 сентября 2014 года в соборе состоялось первое богослужение.
В ноябре 2018 года Казанский собор стал собственностью Русской православной церкви. Является памятником архитектуры регионального значения. 